# Madonna Bache
La Madonna Bache è un dipinto a olio su tavola (46x56 cm) di Tiziano, databile al 1510 circa e conservato nel Metropolitan Museum di New York.

## Storia
L'opera proviene dalle collezioni dei conti di Exeter e passò per alcune collezioni private prima di approdare nel museo statunitense, nel 1949, dalla raccolta di Jules S. Bache. Viene assegnata concordemente a Tiziano, in particolare alla fase giovanile in cui forte era ancora l'influsso giorgionesco.

## Descrizione e stile
Una tenda verde, a sinistra, tipica delle pittura veneziana dell'epoca, fa da sfondo alla Madonna col Bambino a mezza figura, lasciando spazio però anche a un'ampia porzione di paesaggio sulla destra. Rispetto alla rappresentazioni tradizionali del tema, gli elementi base della scena sono riarrangiati in maniera asimmetrica, sostando il fulcro verso sinistra, secondo una sensibilità "moderna" tipica del nuovo secolo.
La luce è forte e intensa, che accende i colori di riflessi in ampie campiture, con una linea dolce e sfumata legata al tonalismo. I due massicci alberi che bilanciano la composizione a destra sono tipici dei paesaggi di Tiziano, coi loro tronchi spessi e incombenti.